# Stamboom Anna Romanov (1795-1865)
Dit is de stamboom van Anna Romanov (1795-1865).
| Stamboom Anna Romanov (1795-1865)                                       | Stamboom Anna Romanov (1795-1865)                                                                                       | Stamboom Anna Romanov (1795-1865)                                                                                       | Stamboom Anna Romanov (1795-1865)                                                                                       | Stamboom Anna Romanov (1795-1865)                                                                                       | Stamboom Anna Romanov (1795-1865)                                                                                       | Stamboom Anna Romanov (1795-1865)                                                                                       | Stamboom Anna Romanov (1795-1865)                                                                | Stamboom Anna Romanov (1795-1865)                                                                | Stamboom Anna Romanov (1795-1865)                                                                | Stamboom Anna Romanov (1795-1865)                                                                                 | Stamboom Anna Romanov (1795-1865)                                                                | Stamboom Anna Romanov (1795-1865)                                                                |
| ----------------------------------------------------------------------- | --- | --- | --- | --- | --- | --- | ------------------------------------------------------------------------------------------------ | ------------------------------------------------------------------------------------------------ | ------------------------------------------------------------------------------------------------ | --- | ------------------------------------------------------------------------------------------------ | ------------------------------------------------------------------------------------------------ |
| Grootouders                                                             | Peter III Fjodorovitsj (1728-1762) x Sophie Augusta Frederika van Anhalt-Zerbst-Dornburg (1729-1796) Catharina de Grote | Peter III Fjodorovitsj (1728-1762) x Sophie Augusta Frederika van Anhalt-Zerbst-Dornburg (1729-1796) Catharina de Grote | Peter III Fjodorovitsj (1728-1762) x Sophie Augusta Frederika van Anhalt-Zerbst-Dornburg (1729-1796) Catharina de Grote | Peter III Fjodorovitsj (1728-1762) x Sophie Augusta Frederika van Anhalt-Zerbst-Dornburg (1729-1796) Catharina de Grote | Peter III Fjodorovitsj (1728-1762) x Sophie Augusta Frederika van Anhalt-Zerbst-Dornburg (1729-1796) Catharina de Grote | Peter III Fjodorovitsj (1728-1762) x Sophie Augusta Frederika van Anhalt-Zerbst-Dornburg (1729-1796) Catharina de Grote | Frederik II van Württemberg (1732-1797) x Frederika Dorothea van Brandenburg-Schwedt (1736-1798) | Frederik II van Württemberg (1732-1797) x Frederika Dorothea van Brandenburg-Schwedt (1736-1798) | Frederik II van Württemberg (1732-1797) x Frederika Dorothea van Brandenburg-Schwedt (1736-1798) | Frederik II van Württemberg (1732-1797) x Frederika Dorothea van Brandenburg-Schwedt (1736-1798)                  | Frederik II van Württemberg (1732-1797) x Frederika Dorothea van Brandenburg-Schwedt (1736-1798) | Frederik II van Württemberg (1732-1797) x Frederika Dorothea van Brandenburg-Schwedt (1736-1798) |
| Ouders                                                                  | Paul I Romanov (1754-1801) x 1776 Sophia Dorothea van Württemberg (1759-1828) Maria Fjodorovna                          | Paul I Romanov (1754-1801) x 1776 Sophia Dorothea van Württemberg (1759-1828) Maria Fjodorovna                          | Paul I Romanov (1754-1801) x 1776 Sophia Dorothea van Württemberg (1759-1828) Maria Fjodorovna                          | Paul I Romanov (1754-1801) x 1776 Sophia Dorothea van Württemberg (1759-1828) Maria Fjodorovna                          | Paul I Romanov (1754-1801) x 1776 Sophia Dorothea van Württemberg (1759-1828) Maria Fjodorovna                          | Paul I Romanov (1754-1801) x 1776 Sophia Dorothea van Württemberg (1759-1828) Maria Fjodorovna                          | Paul I Romanov (1754-1801) x 1776 Sophia Dorothea van Württemberg (1759-1828) Maria Fjodorovna   | Paul I Romanov (1754-1801) x 1776 Sophia Dorothea van Württemberg (1759-1828) Maria Fjodorovna   | Paul I Romanov (1754-1801) x 1776 Sophia Dorothea van Württemberg (1759-1828) Maria Fjodorovna   | Paul I Romanov (1754-1801) x 1776 Sophia Dorothea van Württemberg (1759-1828) Maria Fjodorovna                    | Paul I Romanov (1754-1801) x 1776 Sophia Dorothea van Württemberg (1759-1828) Maria Fjodorovna   | Paul I Romanov (1754-1801) x 1776 Sophia Dorothea van Württemberg (1759-1828) Maria Fjodorovna   |
| Anna Romanov (1795-1865) x 1816 Willem II van Oranje-Nassau (1792-1849) | | | | | | |                                                                                                  |                                                                                                  |                                                                                                  | |                                                                                                  |                                                                                                  |
| Kinderen                                                                | Willem III (1817-1890)                                                                                                  | Willem III (1817-1890)                                                                                                  | Willem III (1817-1890)                                                                                                  | Willem III (1817-1890)                                                                                                  | Alexander (1818-1848)                                                                                                   | Hendrik (1820-1879) | Hendrik (1820-1879)                                                                              | Ernst Casimir (1822)                                                                             | Sophie (1824-1879) x 1842 Karel Alexander van Saksen-Weimar-Eisenach (1818-1901)                 | Sophie (1824-1879) x 1842 Karel Alexander van Saksen-Weimar-Eisenach (1818-1901)                                  | Sophie (1824-1879) x 1842 Karel Alexander van Saksen-Weimar-Eisenach (1818-1901)                 | Sophie (1824-1879) x 1842 Karel Alexander van Saksen-Weimar-Eisenach (1818-1901)                 |
| Kinderen                                                                | x 1839 Sophia van Württemberg (1818-1877)                                                                               | x 1839 Sophia van Württemberg (1818-1877)                                                                               | x 1839 Sophia van Württemberg (1818-1877)                                                                               | x 1879 Emma van Waldeck-Pyrmont (1858-1934)                                                                             | Alexander (1818-1848)                                                                                                   | x 1853 Amalia van Saksen-Weimar-Eisenach (1830-1872)                                                                    | x 1878 Maria van Pruisen (1855-1888)                                                             | Ernst Casimir (1822)                                                                             | Sophie (1824-1879) x 1842 Karel Alexander van Saksen-Weimar-Eisenach (1818-1901)                 | Sophie (1824-1879) x 1842 Karel Alexander van Saksen-Weimar-Eisenach (1818-1901)                                  | Sophie (1824-1879) x 1842 Karel Alexander van Saksen-Weimar-Eisenach (1818-1901)                 | Sophie (1824-1879) x 1842 Karel Alexander van Saksen-Weimar-Eisenach (1818-1901)                 |
| Kleinkinderen                                                           | Willem (1840-1879) | Maurits (1843-1850) | Alexander (1851-1884)                                                                                                   | Wilhelmina van Oranje-Nassau (1880-1962) x 1901 Hendrik van Mecklenburg-Schwerin (1876-1934)                            | - | - | -                                                                                                | -                                                                                                | Karel August (1844-1894) x 1873 Pauline van Saksen-Weimar-Eisenach (1852-1904)                   | Marie (1849-1922) x 1876 Hendrik VII Reuss (1825-1906)                                                            | Maria Anna Sophia Elisabeth (1851-1859)                                                          | Elisabeth (1854-1908) x 1886 Johan Albrecht van Mecklenburg (1857-1920)                          |
| Achterkleinkinderen                                                     | - | - | - | Juliana (1909-2004) | - | - | -                                                                                                | -                                                                                                | Willem Ernst (1876-1923) Bernard (1878-1900)                                                     | Hendrik (1877) Hendrik (1878-1935) Hendrik (1879-1942) Johanna (1882-1883) Sophie (1884-1968) Hendrik (1887-1936) | -                                                                                                | -                                                                                                |